# Võ Văn Cường
Võ Văn Cường (sinh năm 1965) là một thẩm phán người Việt Nam. Ông hiện là Phó Chánh án Tòa án nhân dân cấp cao tại Thành phố Hồ Chí Minh. Ông từng là Phó Chánh tòa Tòa phúc thẩm Tòa án nhân dân tối cao tại Thành phố Hồ Chí Minh. Ông có chức danh Thẩm phán Tòa án nhân dân tối cao (Việt Nam).

## Sự nghiệp
Võ Văn Cường là đảng viên Đảng Cộng sản Việt Nam.
Ngày 3 tháng 9 năm 2014, ông được bổ nhiệm giữ chức Phó Chánh tòa Tòa phúc thẩm Tòa án nhân dân tối cao tại TP. Hồ Chí Minh. Lúc này ông đang là Thẩm phán Tòa án nhân dân tối cao (Việt Nam) đang công tác tại Tòa phúc thẩm Tòa án nhân dân tối cao Thành phố Hồ Chí Minh.
Ngày 14 tháng 8 năm 2015, ông được Chánh án Tòa án nhân dân tối cao (Việt Nam) Trương Hòa Bình bổ nhiệm chức vụ Phó Chánh án Tòa án nhân dân cấp cao tại Thành phố Hồ Chí Minh vừa được thành lập.
Tháng 9 năm 2017, Võ Văn Cường là Phó Bí thư Đảng ủy Tòa án nhân dân cấp cao tại Thành phố Hồ Chí Minh.
Tháng 7 năm 2020, ông là Thẩm phán cao cấp.